# 米爾曼·帕里
米爾曼·帕里（英語：Milman Parry，1902年6月23日—1935年12月3日），美国古典学家，他关于荷马作品起源的理论从根本上彻底改变了荷马研究，因此被称为“荷马研究的达尔文”。他还是口头传统学科的先驱。